# Dni i Noce Szczytna
Dni i Noce Szczytna – obchodzone co roku, w ostatni weekend lipca trzydniowe święto miasta Szczytno. Impreza składa się z cyklu wydarzeń kulturalno-rozrywkowych. Głównym miejscem dni miasta jest Plac Juranda, na którym rozstawiona jest duża scena, która co roku gości polskie i światowe gwiazdy estrady. Impreza od 2007 r. jest imprezą nieodpłatną, otwartą.
Ważnym muzycznym wydarzeniem Dni i Nocy Szczytna jest poświęcenie jednego z dni dla postaci Krzysztofa Klenczona, który żył i tworzył w Szczytnie.
Oprócz wydarzeń muzycznych świętu miasta towarzyszy szereg imprez towarzyszących np. przekazanie kluczy do bram miasta Jurandowi ze Spychowa, Jarmark Jurandowy, pokaz sztucznych ogni.
Od 2011 r. stanowi największe wydarzenie cyklu imprez kulturalno-rozrywkowych oraz rekreacyjno-sportowych pod marką „Letnie granie – Szczytno”.

## Gwiazdy Dni i Nocy Szczytna
1991
- Żuki
- Grażyna Świtała
- Krzysztof Daukszewicz
- Janusz Sokołowski
- Krystyna Sienkiewicz
- Maryla Rodowicz

1992
- Żuki
- Halina Frąckowiak
- Skaldowie
- Maryla Rodowicz
- T.Love

1993
- Tadeusz Nalepa
- Budka Suflera
- Hunter
- Elektryczne Gitary
- Kolaboranci
- Hey
- The Rubettes

1994
- Ryszard Rynkowski
- Natalia Kukulska
- Karin Stanek
- Maanam
- Chłopcy z Placu Broni
- Hunter
- Closterkeller
- Maryla Rodowicz

1995
- Raz, Dwa, Trzy
- Trubadurzy
- Bajm
- Oddział Zamknięty
- Andrzej Rosiewicz
- Krzysztof Daukszewicz
- Żuki
- Hunter
- Lady Pank
- Formacja Nieżywych Schabuff
- Big Cyc

1996
- Shazza
- Hunter
- Illusion
- Edyta Bartosiewicz
- Golden Life
- IRA
- Perfect

1997
- Stachursky
- Skaldowie
- Czerwone Gitary
- The Platters
- Lombard
- OT.TO
- Hunter
- Acid Drinkers
- Kairos
- Piersi

1998
- Grzegorz Turnau
- Jacek Wójcicki
- Jan Kaczmarek
- Elżbieta Zającówna
- Adrianna Biedrzyńska
- Robert Rozmus
- Blenders
- Maryla Rodowicz
- Hunter
- Kazik na Żywo
- T.Love

1999
- Norbi
- Ryszard Rynkowski
- O.N.A.
- Perfect

2000
- Gabriel Fleszar
- Ich Troje
- Oddział Zamknięty
- Hunter
- Kayah
- De Mono
- Smokie

2001
- Hunter
- Pidżama Porno
- Kazik na Żywo
- Brathanki
- Żuki
- Trubadurzy
- Bajm

2002
- Hunter
- Czerwone Gitary
- Ich Troje
- Łzy
- Myslovitz

2003
- Ryszard Rynkowski
- Budka Suflera
- Maryla Rodowicz

2004
- Stan Borys
- Sistars
- Leszcze
- Kombii

2005
- Śląska Grupa Bluesowa
- Tortilla
- Ivan i Delfin
- Wilki

2006
- Classic
- Queens
- Konjo
- Żuki
- Jarosław Chojnacki
- 2plus 1
- Boney M.
- In-Grid

2007
- Toples
- Focus
- UK Legends
- Czerwone Gitary
- Paweł Kukiz i Piersi
- Doda

2008
- Top One
- Amila Zazu
- Żuki
- Skaldowie
- Gipsy Kings
- Lady Pank
- September

2009
- Skaner
- Piotr Nalepa
- Sebastian Olejniczak – sobowtór Maryli Rodowicz
- Kombii
- Kate Ryan

2010
- BiFF
- Farben Lehre
- The Beatles Revival
- Robert Rozmus Show
- Jamal
- Sidney Polak
- Czerwone Gitary
- Maryla Rodowicz
- Golec uOrkiestra
- Afromental
- Akcent

2011
- Hunter
- Velvet
- Voo Voo
- AbradAb
- Golden Life
- Krzysztof Krawczyk
- Star Guard Muffin
- Kim Nowak
- Małgorzata Ostrowska
- Volver
- Iwan Komarenko

2012
- Tadeusz Machela i Kapela Jakubowa
- Ania Rusowicz
- Czarno – Czarni
- Cała Góra Barwinków
- Żuki
- UK Legends
- Maciej Maleńczuk
- Brathanki
- Kuzyni Neptuna
- Thomas Grotto
- Krzysztof Kasowski
- Marina
- Akcent